# 聖何塞 (新墨西哥州聖米格爾縣)
聖何塞（英語：San Jose）是位於美國新墨西哥州聖米格爾縣的普查規定居民點。

## 人口
根據2020年美國人口普查的數據，聖何塞的面積為0.69平方千米，皆為陸地。當地共有人口109人，而人口密度為每平方千米157.97人。